# Troglohya carranzai
Troglohya carranzai är en spindeldjursart som beskrevs av Beier 1956. Troglohya carranzai ingår i släktet Troglohya och familjen Bochicidae. Inga underarter finns listade i Catalogue of Life.